# Nenets
Nenets, også kaldet jurak-samojeder eller juraker, er et samojedisk folk, som holder til på den vestlige del af den russiske taiga, overvejende i Nenetsk og Jamalo-Nenetsk i Rusland. Nenetserne ernærer sig for en stor del ved rendrift og jagt.
Der er to grupper af nenets, dels tundranenets som holder til længst mod nord, dels skovnenets, som holder til i de store skove længere sydpå. Skovnenets kaldes også khandejarer. Grupperne taler henholdsvis tundranenetsisk og skovnenetsisk, to forskellige sprog indenfor de uralske sprog. Inden for hvert af de nenetsiske hovedsprog findes relativt små dialektforskelle.

## Udbredelse
Nenets bor overvejende langs kyststrækningen fra Kaninhalvøen ved Hvidehavet til Jenisejs munding. Desuden findes de på øerne Kolgujev, Novaja Zemlja, Vaigatj og Belyj samt i området mellem Obs nedre løb og Jeninsej; enkelte familier bor på Kola-halvøen.

## Antal
I Barentsregionen bor der omkring 7.000 nenetser. I alt regner man med, at det findes omkring 41.000 nenetser. I hovedtal har udviklingen været følgende:
| År   | Folketal | Andel, der bruger modersmål |
| ---- | -------- | --------------------------- |
| 1897 | 9.427    |                             |
| 1926 | 17.560   |                             |
| 1959 | 23.007   | 84,7%                       |
| 1970 | 28.705   | 83,4%                       |
| 1979 | 29.894   | 80,4%                       |
| 1989 | 34.665   | 77,1%                       |
| 2002 | 41.302   |                             |

Ved folketælling i 2010 opgav 21.900 at have nenetsk som modersmål.